# Airton José dos Santos
Airton José dos Santos (Brasópolis, 2 aprile 1956) è un arcivescovo cattolico brasiliano, dal 25 aprile 2018 arcivescovo metropolita di Mariana.

## Biografia

### Formazione e ministero sacerdotale
Ha frequentato il corso di filosofia e di teologia nella facoltà teologica di São Paulo. Ha ottenuto la licenza in diritto canonico presso la Pontificia Università Gregoriana.
Dopo essere stato ordinato sacerdote l'8 dicembre 1985, è stato formatore nel seminario filosofico di Santo André dal 1986 al 1997 e coordinatore diocesano della pastorale vocazionale e della pastorale familiare. 
È stato parroco della cattedrale di Santo André, cancelliere ed economo diocesano. 

### Ministero episcopale
Il 19 dicembre 2001 papa Giovanni Paolo II lo ha nominato vescovo ausiliare di Santo André e vescovo titolare di Felbes. 
Il 2 marzo 2002 ha ricevuto la consacrazione episcopale dalle mani del vescovo Décio Pereira, co-consacranti il vescovo emerito di Santos David Picão e il vescovo titolare di Giunca di Bizacena Manuel Parrado Carral.
Il 4 agosto 2004 lo stesso papa Giovanni Paolo II lo ha nominato vescovo di Mogi das Cruzes.
Il 15 febbraio 2012 lo stesso papa Benedetto XVI lo ha promosso arcivescovo metropolita di Campinas. Il 29 giugno successivo ha ricevuto il pallio a Roma dallo stesso papa. 
All'interno della Conferenza episcopale brasiliana è stato segretario del consiglio episcopale regionale Sul 1 e presidente della commissione per la liturgia; in ambito nazionale è stato presidente della commissione episcopale per i tribunali ecclesiastici di seconda istanza e membro della commissione episcopale per l'implementazione dell'accordo Brasile-Santa Sede.
Ha ricoperto anche il ruolo di presidente del consiglio episcopale regionale Sul 1. 
Dal 2015 al 2016 ha ricoperto l'incarico di amministratore apostolico di São Carlos. 
Il 25 aprile 2018 papa Francesco lo ha nominato arcivescovo metropolita di Mariana.

## Genealogia episcopale e successione apostolica
La genealogia episcopale è:
- Cardinale Scipione Rebiba
- Cardinale Giulio Antonio Santori
- Cardinale Girolamo Bernerio, O.P.
- Arcivescovo Galeazzo Sanvitale
- Cardinale Ludovico Ludovisi
- Cardinale Luigi Caetani
- Cardinale Ulderico Carpegna
- Cardinale Paluzzo Paluzzi Altieri degli Albertoni
- Papa Benedetto XIII
- Papa Benedetto XIV
- Papa Clemente XIII
- Cardinale Enrico Benedetto Stuart
- Papa Leone XII
- Cardinale Chiarissimo Falconieri Mellini
- Cardinale Camillo Di Pietro
- Cardinale Mieczysław Halka Ledóchowski
- Cardinale Jan Maurycy Paweł Puzyna de Kosielsko
- Arcivescovo Józef Bilczewski
- Arcivescovo Bolesław Twardowski
- Arcivescovo Eugeniusz Baziak
- Papa Giovanni Paolo II
- Vescovo Décio Pereira
- Arcivescovo Airton José dos Santos

La successione apostolica è:
- Vescovo Walter Jorge Pinto (2019)
- Vescovo Lauro Sérgio Versiani Barbosa (2022)
- Vescovo Geraldo de Souza Rodrigues (2024)